# ستيفن غراهام (كرة سلة)
ستيفن غراهام (بالإنجليزية: Stephen Graham)‏ مواليد 11 يونيو 1982 في ويلمنغتون، هو لاعب كرة سلة أمريكي معتزل بدأ مسيرته الاحترافية في سنة 2005. يبلغ طوله 6 قدم 6 بوصة (2.0 م). اعتزل اللعب في 2013.

## فرق لعب لها
- هيوستن روكتس
- شيكاغو بولز
- كليفلاند كافالييرز
- بورتلاند ترايل بلايزرز
- إنديانا بايسرز
- شارلوت هورنتس
- بروكلين نتس

## إحصائيات المسيرة

### الموسم الاعتيادي
| السنة   | الفريق                 | لعب | بدأ | دقيقة | ميداني% | ثلاثية | حرة   | ارتداد | صنع | استلاب | تصدي | نقطة |
| ------- | ---------------------- | --- | --- | ----- | ------- | ------ | ----- | ------ | --- | ------ | ---- | ---- |
| 2005–06 | هيوستن روكتس           | 6   | 0   | 6.3   | .375    | .200   | 1.000 | 1.2    | .5  | .3     | .0   | 2.8  |
| 2005–06 | شيكاغو بولز            | 3   | 0   | 6.7   | .200    | .250   | 1.000 | 1.0    | .3  | .0     | .0   | 1.7  |
| 2005–06 | كليفلاند كافالييرز     | 13  | 0   | 9.0   | .424    | .000   | .889  | 1.3    | .2  | .2     | .2   | 2.8  |
| 2006–07 | بورتلاند ترايل بلايزرز | 14  | 1   | 11.8  | .425    | .273   | .889  | 1.5    | .4  | .3     | .1   | 3.2  |
| 2007–08 | إنديانا بايسرز         | 22  | 0   | 5.8   | .586    | .500   | .750  | 1.0    | .4  | .2     | .0   | 4.0  |
| 2008–09 | إنديانا بايسرز         | 52  | 6   | 13.2  | .414    | .303   | .806  | 1.8    | .6  | .2     | .1   | 5.4  |
| 2009–10 | شارلوت هورنتس          | 70  | 8   | 11.5  | .496    | .320   | .646  | 1.9    | .3  | .3     | .1   | 4.2  |
| 2010–11 | بروكلين نتس            | 59  | 28  | 16.3  | .405    | .238   | .816  | 2.1    | .7  | .2     | .0   | 3.4  |
| المسيرة |                        | 239 | 43  | 12.2  | .446    | .308   | .766  | 1.8    | .5  | .2     | .1   | 4.0  |

### التصفيات
| السنة   | الفريق        | لعب | بدأ | دقيقة | ميداني% | ثلاثية | حرة  | ارتداد | صنع | استلاب | تصدي | نقطة |
| ------- | ------------- | --- | --- | ----- | ------- | ------ | ---- | ------ | --- | ------ | ---- | ---- |
| 2010    | شارلوت هورنتس | 2   | 0   | 2.5   | .000    | .000   | .000 | .0     | .5  | .5     | .0   | .0   |
| المسيرة |               | 2   | 0   | 2.5   | .000    | .000   | .000 | .0     | .5  | .5     | .0   | .0   |

## روابط خارجية
- ستيفن غراهام على موقع إن بي أي (الإنجليزية)
- ستيفن غراهام على موقع سبورتس رفرنس (الإنجليزية)
- ستيفن غراهام على موقع كرة السلة الأوروبية.كوم (الإنجليزية)
- ستيفن غراهام على موقع كلية كرة السلة في سبورتس رفرنس.كوم (الإنجليزية)
- ستيفن غراهام على موقع ريلجم (الإنجليزية)
- ستيفن غراهام على موقع بروبوليرز (الإنجليزية)
- ستيفن غراهام على موقع سبورتس رفرنس (الإنجليزية)